# 熊谷誠二
熊谷 誠二 （くまがい せいじ 、1967年7月9日 - ）は、日本の男性声優、フォークシンガー、元：子役。埼玉県所沢市出身。

## 人物
以前は劇団こまどり。、ぷろだくしょんバオバブに所属していた。
方言は広島弁、奄美島口。
特技はフォークギター演奏、奄美民謡三味線演奏。趣味は登山、水泳、サイクリング。

## 出演作品
太字はメインキャラクター。

### 吹き替え

#### 映画
- ダーティハリー（テレビ朝日、『日曜洋画劇場』）

#### 海外ドラマ
- ミステリー・グースバンプス  （第14話-第15話）（スキッパー・マシューズ〈ダン・ワリー＝スミス〉） [4] [5]
- コスビー・ショー  （テオ〈マルコム＝ジャマル・ワーナー〉）
- 超音速ヒーロー ザ・フラッシュ ※日本テレビ版
- ザ・ハイツ 青春のラプソティ（スタン・リー〈アレックス・デザート〉[1]）

### テレビアニメ
1980年
- キャプテン （丸井[1]）

1991年
- ちいさなおばけアッチ・コッチ・ソッチ（トラブル[1]）

### 劇場アニメ
1986年
- 時空の旅人 （山崎信夫[6][1]）

### テレビドラマ
- 1年B組新八先生（南政寿[1]）
- 少年ドラマシリーズ
  - 風の又三郎（又三郎の友人[1]）※子役デビュー作[2]